# Пункт назначения
«Пункт назначения» (англ. Final Destination) — цикл фильмов ужасов, созданный американским сценаристом Джеффри Реддиком и основанный на неиспользованном спек-сценарии одного из эпизодов телевизионного сериала «Секретные материалы». Основная тема, затрагиваемая в каждом из фильмов — фатализм (невозможность победить смерть), а также пренебрежение техникой безопасности. Визуально фильмы представляют собой слэшеры, гибель героев в которых происходит вследствие цепочки нелепых (на первый взгляд) случайностей и показана в жёстко натуралистичном виде (жуткие и кровавые сцены катастроф, сбивания автотранспортом, сгорания во взрыве или пожаре, падения с высоты, удавливания, удушения, утопления, повешения, обезглавливания, выкалывания глаза, засасывания, сжигания лазером, раздавливания, расплющивания, переломления, перемалывания, разрезания, протыкания головы или тела и умертвлений всевозможными другими способами).
На сегодняшний момент киносага состоит из выпущенных кинокомпаниями New Line Cinema и Warner Bros. 6 фильмов, каждый из которых помимо номера в серии (кроме первого и четвёртого в оригинальном английском варианте) имеет своё расширительное название-слоган: «Пункт назначения», сиквелы «Пункт назначения 2», «Пункт назначения 3», «Пункт назначения 4», приквел «Пункт назначения 5» и «Пункт назначения: Узы крови».
Также в США была выпущена одноимённая книжная серия (на данный момент в неё входит 9 книг, в том числе новеллизации первых трёх фильмов) и серия комиксов «Пункт назначения: Весенний отрыв».

## Предыстория
Сценарий к фильму «Пункт назначения» был написан Джеффри Реддиком, вдохновлённым реальной историей о женщине, находившейся в отпуске. По его словам, её мать позвонила ей и сказала: «Не лети завтра, у меня плохое предчувствие». Женщина сменила рейс, и самолёт, на который она должна была вылететь, потерпел крушение.
Изначально Реддик рассматривал сценарий как эпизод телесериала «Секретные материалы», однако впоследствии, по совету одного из сотрудников студии New Line Cinema, переработал сценарий эпизода в сюжет полнометражного фильма. После разработки концепции студия поручила Реддику написание киносценария. Позже к проекту присоединились Джеймс Вонг и Глен Морган, которые подготовили финальный вариант, внеся ряд изменений в соответствии со своими творческими и продюсерскими требованиями. В результате Реддик был указан как автор оригинальной идеи и один из соавторов наряду с Вонгом и Морганом.

## Фильмы

### «Пункт назначения» (2000)
Центральная катастрофа первого фильма — авиакатастрофа рейса номер 180. Рейс 180, который должен был совершить полёт из аэропорта имени Джона Кеннеди в Нью-Йорке в аэропорт имени Шарля-де-Голля в Париже (его выполнял авиалайнер Boeing 747-200 авиакомпании Volée Airlines), взрывается через несколько минут после взлёта. В катастрофе гибнут 287 пассажиров и членов экипажа, в том числе 40 учеников школы «Маунт Абрахам». За несколько минут до взлёта один из пассажиров, Алекс Браунинг (Девон Сава), предвидит катастрофу, и его, как организатора беспорядка, высаживают. Вместе с ним не удаётся улететь пятерым ученикам и одному из педагогов. С ними в будущем начинают происходить несчастные случаи. Лишь двое подростков остаются — Алекс, его подруга Клэр Риверс. Как выяснится во второй части, позже Алекс погибает, а Клэр добровольно ложится в психиатрическую клинику, решив, что смерть преследует её.

### «Пункт назначения 2» (2003)
События второго фильма происходят через год после событий первого. На шоссе № 23 большой грузовой автомобиль перевозит брёвна. Цепи, держащие брёвна, рвутся и это приводит к масштабной автокатастрофе, в которой гибнет 18 человек. Кимберли Корман предвидит катастрофу и не даёт нескольким машинам въехать на шоссе. Оказывается, что все выжившие должны были умереть год назад, но из-за смертей персонажей первого фильма они спаслись, и теперь Смерть пытается всё вернуть на место. Это единственная часть, в которой двоим (Кимберли и полицейскому Томасу Берку) из действующих персонажей удаётся выжить.

### «Пункт назначения 3» (2006)
События третьего фильма происходят спустя уже 6 лет после взрыва рейса 180. Место основной катастрофы фильма — американские горки «Полёт дьявола». В результате утечки гидравлической жидкости и того, что один из пассажиров уронил камеру на рельсы, поезд аттракциона сходит с рельсов и разбивается. Гибель всех пассажиров предвидит Венди Кристенсен (Мэри Элизабет Уинстэд), и из-за её истерики нескольких подростков ссаживают, а некоторые сходят сами. Одна из особенностей третьей части — фотографии, которые Венди делает перед поездкой; каждый снимок намекает на смерть каждого из выживших.

### «Пункт назначения 4» (2009)
Сюжет четвёртой части фильма связан с гонкой «NASCAR», во время посещения которой у Ника О’Бэннона происходит видение — происходит авария, обломки автомобилей летят в зрителей, а трибуна обрушивается. В катастрофе погибают 52 человека, в том числе Ник и его друзья. В панике он уговаривает товарищей уйти и как раз вовремя, так как кошмарное видение становится реальностью, едва подростки покидают трибуну. Как обычно, для выживших это лишь начало нового кошмара, в котором они будут погибать ещё более жутким способом, чем в видении.

### «Пункт назначения 5» (2011)
Приквел к серии фильмов. Сюжет вращается вокруг Сэма Лоутона, который предчувствует страшную катастрофу — обрушение моста и гибель 86 человек, благодаря чему он, его друзья и некоторые другие люди избегают катастрофы. После этого происходят зловещие события: спасшиеся погибают при, казалось бы, нелепых обстоятельствах. Спустя две недели Сэм и его девушка Молли Харпер собираются лететь в Париж. Уже в самолёте Сэм замечает, что нескольких человек высаживают из самолёта, так как один из них предвидит, что самолёт взорвётся. Спустя несколько минут после взлёта самолёт рейса Volée Airlines-180 взрывается в воздухе, что является началом первого фильма.

### «Пункт назначения: Узы крови» (2025)
В 1968 году Айрис Кэмпбелл и её жених Пол присутствуют на церемонии открытия башни-ресторана Skyview. На танцевальной вечеринке Айрис видит видение, в котором осколок люстры разбивает стеклянный пол под гостями, а газовый обогреватель протекает, что вызывает мощный взрыв, который приводит к обрушению башни и гибели всех присутствующих.
В настоящем времени, cтрадая от повторяющегося жестокого кошмара, студентка колледжа Стефани отправляется домой, чтобы найти единственного человека, который мог бы разорвать порочный круг и спасти её семью от ужасной гибели, которая неизбежно ждет их всех.

### Адаптации фильмов
В 2005 году издательство «Black Flame» выпустило 3 книжные адаптации первых трёх фильмов, которые поступили в продажу в январе 2006 года:
| # | Название                  | В оригинале                      | Автор                                                                        | Дата выхода         |  |
| --- | ------------------------- | -------------------------------- | ---------------------------------------------------------------------------- | ------------------- |  |
| |                           |                                  |                                                                              |                     |  |
| 1 | Пункт назначения: Фильм   | Final Destination I: The Movie   | Наташа Роудс (англ. Natasha Rhodes)                                          | 3 января 2006 года  |  |
| У романа есть несколько отличий от фильма: В коротком прологе показан Чарли Меннингс — пилот, заменивший другого сотрудника, пострадавшего во время автомобильной аварии. В книге выясняется полное имя Алекса — Александр Ченс Браунинг (англ. Alexander Chance Browning). По-английски среднее имя юноши значит Шанс. Когда мама Алекса срывает бирку с чемодана сына, из кармана выпадают ещё несколько бирок. |                           |                                  |                                                                              |                     |  |
| |                           |                                  |                                                                              |                     |  |
| 2 | Пункт назначения 2: Фильм | Final Destination II: The Movie  | Нэнси Коллинз (англ. Nancy A. Collins) и Наташа Роудс (англ. Natasha Rhodes) | 31 января 2006 года |  |
| Кимберли с друзьями направлялась во Флориду на весенний отрыв. |                           |                                  |                                                                              |                     |  |
| |                           |                                  |                                                                              |                     |  |
| 3 | Пункт назначения 3: Фильм | Final Destination III: The Movie | Криста Фауст (англ. Christa Faust)                                           | 3 января 2006 года  |  |
| Основные отличия от фильма: В фильме Эшли — блондинка, а Эшлин — брюнетка. В книге Вэнди подмечает, что обе они — крашенные блондинки. Фрэнки в романе погибает по-другому. Концовка в тоннеле метро отсутствует в романе, у которого другой конец. |                           |                                  |                                                                              |                     |  |
| |                           |                                  |                                                                              |                     |  |

### Спин-офф-серия
В 2005 году издательство «Black Flame» выпустило 5 романов по мотивам кинофраншизы. Последняя книга поступила в продажу летом 2006 года. В планах также был ещё один роман, но его отменили.
| # | Название                               | В оригинале                            | Автор                                                                         | Дата выхода           |  |
| --- | -------------------------------------- | -------------------------------------- | ----------------------------------------------------------------------------- | --------------------- |  |
| |                                        |                                        |                                                                               |                       |  |
| 1 | Пункт назначения: Смертельная расплата | Final Destination: Dead Reckoning      | Наташа Роудс (англ. Natasha Rhodes)                                           | 15 марта 2005 года    |  |
| Действие происходит в Лос-Анджелесе. Главная героиня — Джесс Голден, солистка рок-группы. Во время выступления в ночном клубе к ней приходит видение, в котором многие (включая её саму) погибают из-за обрушения крыши. У девушки начинается паника и её вместе с несколькими ребятами выгоняют из клуба. Секунды спустя происходит трагедия, о которой говорила Джесси. Теперь Смерть охотится за случайно выжившими посетителями клуба. Кроме того, девушку подозревают в причастности к обрушению крыши клуба. |                                        |                                        |                                                                               |                       |  |
| |                                        |                                        |                                                                               |                       |  |
| 2 | Пункт назначения: Обратная дорога      | Final Destination: Destination Zero    | Дэвид МакАйнти (англ. David A. McIntee) и Наташа Роудс (англ. Natasha Rhodes) | 15 марта 2005 года    |  |
| Действие происходит в Лос-Анджелесе. Главная героиня, Пэтти Фуллер, работает в модном журнале. Когда она собирается вместе со своим парнем Уиллом проехаться на двухэтажном автобусе, к девушке приходит видение, в котором автобус попадает в страшную аварию, приведшую к огромному количеству жертв. Пэтти пытается помешать людям сесть в автобус, и часть пассажиров так и не садится внутрь. Авария, о которой говорила девушка, происходит на глазах у толпы. У Смерти есть план, согласно которому умирают все, кому суждено в свой час. Вскоре Пэтти узнаёт, что она не первая, кто оказался в такой ситуации — её прабабушке Джульет Коллинс удалось обмануть смерть. Выжившие тем временем погибают один за другим, пока в списке не остаются лишь Пэтти и Уилл. |                                        |                                        |                                                                               |                       |  |
| |                                        |                                        |                                                                               |                       |  |
| 3 | Пункт назначения: Конец очереди        | Final Destination: End Of The Line     | Ребекка Левин (с англ. — «Ребекка Левин»)                                     | 7 июня 2005 года      |  |
| Место действия — Нью-Йорк. Дэнни и Луис — близнецы, принимающие участие в программе по обмену студентами. Однажды к Дэнни приходит видение, в котором студенты по обмену погибают в страшной катастрофе в метро. Он уговаривает своих друзей и ещё нескольких человек покинуть поезд. Предсказание Дэнни сбывается, и теперь выжившим нужно любой ценой обмануть Смерть. |                                        |                                        |                                                                               |                       |  |
| |                                        |                                        |                                                                               |                       |  |
| 4 | Пункт назначения: Рука мертвеца        | Final Destination: Dead Man’s Hand     | Стивен Роман (англ. Steven A. Roman)                                          | 13 сентября 2005 года |  |
| Действие романа происходит в Лас-Вегасе. В центре сюжета — 5 героев со своей интересной историей, развитие которой привело к тому, что они все оказались в стеклянном лифте в одном из зданий, который обрушится вниз. У одной из героинь (Элли Гудвин-Гейнс) случается видение о будущей трагедии и она уговаривает пассажиров выйти из лифта. Вскоре предсказание сбывается, и Элли становится главной подозреваемой. Агенты ФБР уверены, что Элли — террористка. Девушка должна спасаться не только от смерти, решившей покончить с выжившими, но и от охотящихся за ней агентами. |                                        |                                        |                                                                               |                       |  |
| |                                        |                                        |                                                                               |                       |  |
| 5 | Пункт назначения: Убийственный взгляд  | Final Destination: Looks Could Kill    | Нэнси Коллинз (англ. Nancy A. Collins)                                        | 29 ноября 2005 года   |  |
| Место действия — Нью-Йорк. В центре сюжета — группа фотомоделей и фотограф. Во время вечеринки на яхте у одной из девушек, Шерри, случается видение, в котором на яхте происходит взрыв. Девушка не успевает уйти с яхты и во время взрыва её ранит — Шерри впадает в глубокую кому. Некоторое время спустя девушка приходит в себя и понимает, что сильно изуродована. Друзья дарят ей маску, чтобы скрывать лицо, и неожиданно сама Смерть предлагает девушке сделку: она получит новое красивое лицо, но взамен Шерри должна помочь Смерти убить всех тех, кто находится в её списке. |                                        |                                        |                                                                               |                       |  |
| |                                        |                                        |                                                                               |                       |  |
| 6 | Пункт назначения: Мёртвый разум        | Final Destination: Death Of The Senses | Энди МакДермотт (англ. Andy McDermott)                                        | 1 августа 2006 года   |  |
| Ночью к бездомному Джеку Куртису приходит видение о смерти 6 человек. Он спасает молодую девушку-полицейского Эми Том, убив напавшего на неё серийного убийцу. Таким образом Джек обманывает смерть — шестеро жителей Нью-Йорка избежали смерти. Однако Смерть так просто не сдаётся. У Джека и Эми остаётся слишком мало времени, чтобы найти всех, оказавшихся в списке погибших. |                                        |                                        |                                                                               |                       |  |
| |                                        |                                        |                                                                               |                       |  |
| 7 | Пункт назначения: Свободное падение    | Final Destination: Wipeout             | Алекс Джонсон (англ. Alex Johnson)                                            | не издавался          |  |
| Место действия — Гавайи. Девушки-сёрферы Рэвин и Ким отдыхают на пляже. Неожиданно к Рэвин приходит видение, в котором частный самолёт терпит катастрофу прямо на пляже, убив нескольких человек. Рэвин уговаривает подругу покинуть пляж и вместе с ней уходят ещё несколько человек, среди которых бывший солдат Корбин Уэйнрайт, служивший в Афганистане и уже однажды обманувший смерть. |                                        |                                        |                                                                               |                       |  |

### Комиксы

#### Пункт назначения: Весенний отрыв
Группа студентов колледжа отправляется на весенние каникулы в Канкун. Однако взрыв и пожар в отеле прекращают веселье: погибают 679 человек. Предвидение девушки Карли Хаган спасает её жизнь и жизни её друзей. Ребята решают остаться в Канкуне и постараться забыть о кошмаре, который они пережили, но вскоре начинают погибать один за другим.

#### Пункт назначения: Жертва
Комикс рассказывает о выжившем после катастрофы автобуса на шоссе, который постоянно видит смерти других людей и, чтобы избежать мучающих его видений, изолирует себя на 6 месяцев от остального мира.

## Кассовые сборы
| Фильм                       | Премьера в мире | Сборы        | Сборы        | Сборы        | Бюджет       | Примечания    |
| Фильм                       | Премьера в мире | США          | За рубежом   | Мировые      | Бюджет       | Примечания    |
| --------------------------- | --------------- | ------------ | ------------ | ------------ | ------------ | ------------- |
| Пункт назначения            | 16 марта 2000   | $53 331 147  | $59 549 147  | $112 880 294 | $23 000 000  | [ 12 ]        |
| Пункт назначения 2          | 30 января 2003  | $46 961 214  | $43 979 915  | $90 941 129  | $26 000 000  | [ 13 ] [ 14 ] |
| Пункт назначения 3          | 9 февраля 2006  | $54 098 051  | $64 792 221  | $118 890 272 | $25 000 000  | [ 15 ]        |
| Пункт назначения 4          | 26 августа 2009 | $66 477 700  | $120 906 927 | $187 384 627 | $40 000 000  | [ 16 ]        |
| Пункт назначения 5          | 12 августа 2011 | $42 587 643  | $115 300 000 | $157 887 643 | $40 000 000  | [ 17 ]        |
| Пункт назначения: Узы крови | 16 мая 2025     | $138 130 814 | $147 200 000 | $285 330 814 | $50 000 000  | [ 18 ]        |
| Всего                       | Всего           | $401 586 569 | $551 728 210 | $953 314 779 | $204 000 000 |               |

## Критика
| Фильм                       | Rotten Tomatoes    | Metacritic      |
| --------------------------- | ------------------ | --------------- |
| Пункт назначения            | 49 % (160 отзывов) | 39 (28 отзывов) |
| Пункт назначения 2          | 52 % (114 отзывов) | 38 (25 отзывов) |
| Пункт назначения 3          | 44 % (117 отзывов) | 41 (28 отзывов) |
| Пункт назначения 4          | 28 % (98 отзывов)  | 30 (14 отзывов) |
| Пункт назначения 5          | 62 % (130 отзывов) | 50 (24 отзыва)  |
| Пункт назначения: Узы крови | 92 % (195 отзывов) | 73 (35 отзывов) |

## Съёмочная группа
| Режиссёр   | Джеймс Вонг               | Дэвид Р. Эллис            | Джеймс Вонг               | Дэвид Р. Эллис            | Стивен Куэйл              | Зак Липовски и Адам Стейн |                          |                          |                          |                          |
| Продюсер   | Крэйг Перри и Уоррен Зайд | Крэйг Перри и Уоррен Зайд | Крэйг Перри и Уоррен Зайд | Крэйг Перри и Уоррен Зайд | Крэйг Перри и Уоррен Зайд | Крэйг Перри и Джон Уоттс  | Крэйг Перри и Джон Уоттс | Крэйг Перри и Джон Уоттс | Крэйг Перри и Джон Уоттс | Крэйг Перри и Джон Уоттс |
| Сценарист  | Джеффри Реддик            | Джеффри Реддик            | Джеффри Реддик            | Джеффри Реддик            | Джеффри Реддик            | Джеффри Реддик            |                          |                          |                          |                          |
| Композитор | Ширли Уокер               | Ширли Уокер               | Ширли Уокер               | Брайан Тайлер             | Брайан Тайлер             | Тим Винн                  | Тим Винн                 |                          |                          |                          |
| Оператор   | Роберт МакЛаклен          | Гэри Кэпо                 | Роберт МакЛаклен          | Глен МакФерсон            | Брайан Пирсон             | Кристиан Зебальт          |                          |                          |                          |                          |